# Giustino Sanchini
Giustino Sanchini (Cerreto, 18 novembre 1860 – Fano, 23 febbraio 1937) è stato un vescovo cattolico italiano.

## Biografia
Nacque a Cerreto, frazione di Saludecio, nella diocesi di Rimini, il 18 novembre 1860. Iniziò gli studi presso il seminario di Rimini e li continuò a Roma, laureandosi in filosofia e in diritto. Fu ordinato presbitero nel 1884 e per trentatré anni continuò le sue mansioni sacerdotali. Fu inoltre insegnante di diritto canonico e di teologia morale presso il seminario di Rimini, canonico della cattedrale e vicario generale della diocesi. Le sue attività nella diocesi riminese furono caratterizzate dall'opposizione al murrismo.
Il 5 giugno 1916 papa Benedetto XV lo nominò vescovo di Fano e ricevette la consacrazione episcopale per l'imposizione delle mani del vescovo di Rimini Vincenzo Scozzoli, e dei vescovi coconsacranti Luigi Ferri e Fabio Berdini, il 14 ottobre dello stesso anno a Rimini. Fece l'ingresso solenne nella diocesi fanese l'11 febbraio 1917.
Creò nuove parrocchie e curò la costruzione delle relative chiese sparse in tutta la diocesi, visto l'aumento demografico registrato in alcune zone. Fu sua l'idea di mettere i sacerdoti orionini a servizio dell'orfanotrofio che fondò don Gentili. Diede vita al Bollettino Ufficiale della Diocesi. Nel 1925 concedette l'eremo di Monte Giove ai padri camaldolesi provenienti dalla Toscana. Dal 1927 al 1931 fu anche amministratore apostolico della diocesi di Fossombrone. Nel 1928 intervenne al Concilio plenario piceno svoltosi a Loreto. Papa Pio XI lo nominò assistente al soglio pontificio e conte. Fu inoltre prelato domestico di Sua Santità e commissario vescovile per la disciplina presso il Pontificio seminario marchigiano.
Morì il 23 febbraio 1937 a Fano. Il giorno del suo funerale la Schola Cantorum del seminario regionale cantò su musica scelta dal maestro don Igino Tonelli. Fu sepolto nella chiesa di san Cristoforo, i cui lavori di costruzione furono seguiti dallo stesso vescovo quando era ancora in vita.

## Genealogia episcopale e successione apostolica
La genealogia episcopale è:
- Cardinale Scipione Rebiba
- Cardinale Giulio Antonio Santori
- Cardinale Girolamo Bernerio, O.P.
- Arcivescovo Galeazzo Sanvitale
- Cardinale Ludovico Ludovisi
- Cardinale Luigi Caetani
- Cardinale Ulderico Carpegna
- Cardinale Paluzzo Paluzzi Altieri degli Albertoni
- Papa Benedetto XIII
- Papa Benedetto XIV
- Cardinale Enrico Enriquez
- Arcivescovo Manuel Quintano Bonifaz
- Cardinale Buenaventura Córdoba Espinosa de la Cerda
- Cardinale Giuseppe Maria Doria Pamphilj
- Papa Pio VIII
- Papa Pio IX
- Cardinale Alessandro Franchi
- Cardinale Giovanni Simeoni
- Cardinale Domenico Svampa
- Vescovo Vincenzo Scozzoli
- Vescovo Giustino Sanchini

La successione apostolica è:
- Vescovo Geremia Pascucci (1922)
- Vescovo Oddo Bernacchia (1924)